# Елезагићи
Елезагићи су насељено мјесто на подручју града Градишка, Република Српска, БиХ. Према попису становништва из 1991. у насељу је живјело 561 становника.

## Становништво
| Националност       | 1991.        | 1981.        | 1971.        |
| Срби               | 552 (98,39%) | 573 (96,62%) | 624 (99,20%) |
| Хрвати             | 1 (0,17%)    | 1 (0,16%)    | 0            |
| Југословени        | 4 (0,71%)    | 18 (3,03%)   | 2 (0,31%)    |
| остали и непознато | 4 (0,71%)    | 1 (0,16%)    | 3 (0,47%)    |
| Укупно             | 561          | 593          | 629          |

| Демографија | Демографија | Демографија |
| Година      | Становника  | Становника  |
| ----------- | ----------- | ----------- |
| 1961.       | 716         |             |
| 1971.       | 629         |             |
| 1981.       | 593         |             |
| 1991.       | 559         |             |